# TQL Stadium
Il TQL Stadium, noto come West End Stadium durante la sua costruzione, è uno stadio di calcio di Cincinnati, in Ohio. Completato nel 2021, ospita le partite casalinghe dell'FC Cincinnati in Major League Soccer.
Ha una capacità di 26.000 posti ed è costato 250 milioni di dollari.
Il nuovo stadio fu proposto nel 2016 come parte della candidatura del team dell'FC Cincinnati per l'ingresso in MLS. Dopo che il 29 maggio 2018 la MLS confermò l'ingresso del club nel campionato a partire dal 2019, la costruzione cominciò ufficialmente il 18 dicembre 2018 e lo stadio fu inaugurato il 16 maggio 2021 con la partita di MLS tra FC Cincinnati e Inter Miami. Il 12 novembre 2021 lo stadio ha ospitato per la prima volta la nazionale di calcio degli Stati Uniti, in una partita di qualificazione mondiale vinta per 2-0 contro il Messico.
Dal 21 aprile 2021 l'azienda di trasporti e logistica Total Quality Logistics (TQL) ha raggiunto un accordo con il club e ottenuto i diritti di denominazione dello stadio.